# Anna-Charlotte Frölich
Anna-Charlotte Frölich (* 15. Mai 1907 in Friedrichswerth, Thüringen; † nach 1951) war eine deutsche Chemikerin und spätere Abteilungsleiterin der chemischen Abteilung des Kaiser-Wilhelm-Instituts für Tierzuchtforschung.

## Leben
Nach der Reifeprüfung 1926 an der Städtischen Studienanstalt in Halle (Saale) begann Frölich ein Studium der Chemie und Naturwissenschaft an den Universitäten Bonn und Halle, das sie 1930 bzw. 1932 mit den Verbandsexamina abschloss. 1934 promovierte sie an der Naturwissenschaftlichen Fakultät Halle über „Die isomeren Formen der p-Phenetol-azoxybenzolsäure und ihrer Abkömmlinge“. Im September 1934 nahm sie eine Tätigkeit als Chemikerin bei Degussa in Frankfurt am Main auf. Von 1940 bis 1943 war sie Leiterin der chemischen Abteilung des Kaiser-Wilhelm-Instituts für Tierzuchtforschung in Rostock. Von 1943 an war sie im chemischen Institut der Universität Göttingen tätig und beschäftigte sich mit der Herausgabe des Buches ihres Vaters Gustav Frölich (1879–1940), dem Gründungsdirektor des Kaiser-Wilhelm-Instituts für Tierzuchtforschung in Rostock, „Neuzeitliche Zucht. Haltung und Fütterung der Haustiere“. Aus Göttingen zog sie 1947 nach Frankfurt am Main, ab 1951 verlor sich ihre Spur.
Anna-Charlotte Frölich war zwar nur drei Jahre Abteilungsleiterin an einem Kaiser-Wilhelm-Institut, gehört damit aber zu den 113 Wissenschaftlerinnen, die diese Position zwischen 1914 und 1943 innehatten. Über ihre Leistung als Chemikerin ist bisher nichts bekannt.